# Puce seringue
 (avril 2024).
Les puces seringue, sont des implants électroniques destinés à injecter, ou répandre, des produits dans le corps d'humains ou d'animaux.

## Description
Ces puces peuvent être implantées à différents endroits du corps humains, et dans certains organes spécifiques, en fonction de l'utilisation du produit qu'elles injectent ou répandent.
Elles peuvent être utilisées dans le domaine médical et répandre des médicaments dans l'organisme.
Ces puces peuvent également être utilisées dans le domaine militaire, par exemple pour tuer quelqu'un, en injectant, ou répandant, du poison dans le corps d'une cible. La puce est implantée à l'avance, et l'injection de poison est activée à distance lorsque l'armée le décide. Ces puces peuvent par exemple répandre du cyanure dans l'organisme, et ainsi remplacer les capsules de cyanure, utilisées par certains agents secrets pour se suicider et éviter d'être interrogés par l'ennemi.